# 베리 공작
베리 공작(Duc de Berry) 또는 베리 여공작(Duchesse de Berry) 작위는 프랑스 왕가의 일족들을 위해 자주 만들어진 작위이다. 베리 지역은 현재 셰르 주, 앵드르 주와 비엔 주의 일부로 구성되어 있다. 베리의 핵심 도시는 부르주이다.

## 역대 베리 공작
| 명칭      | 명칭                                              | 문장 | 재위             | 재위             | 배우자                                                               | 자녀                                                                                                 |
| --------- | ------------------------------------------------- | ---- | ---------------- | ---------------- | -------------------------------------------------------------------- | --- |
| 발루아 가 |                                                   |      |                  |                  |                                                                      | |
|           | 장 1세 드 베리 공작 (1340–1416)                   |      | 1360년 10월      | 1416년 6월 15일  | 잔 다르마냐크 (1360년–1387년) 잔 2세 도베르뉴 (1389년–1416년)        | 자녀 없음                                                                                            |
|           | 도팽 장 드 투렌 (1398–1417)                       |      | 1416년 6월 15일  | 1417년 4월 5일   | 자클린 드 에노                                                       | 자녀 없음                                                                                            |
|           | 도팽 샤를 드 투렌 이후 샤를 8세 (1403–1461)       |      | 1417년 4월 5일   | 1461년 7월 22일  | 마리 당주                                                            | - 루이 11세 - 욜랑드 드 프랑스 - 마들렌 드 프랑스 - 샤를 드 프랑스 - 잔 드 프랑스 - 카트랜 드 프랑스 |
|           | 샤를 드 프랑스 (1446–1472)                        |      | 1461년 7월 22일  | 1472년 5월 24일  | 미혼                                                                 | 자녀 없음                                                                                            |
|           | 프랑수아 드 프랑스 (1472–1473)                    |      | 1472년 5월 24일  | 1473년 7월       | 미혼                                                                 | 자녀 없음                                                                                            |
|           | 마르그리트 당굴렘 (1492–1549)                     |      | 1517년           | 1549년 12월 21일 | 샤를 4세 달랑송 (1509년–1525년) 나바라의 군주 헨리케 2세 (1526–1549) | - 잔 달브레                                                                                          |
|           | 마르그리트 드 프랑스 (1523–1574)                  |      | 1550년 4월 29일  | 1574년 9월 15일  | 사보이아 공작 에마누엘레 필리베르토                                  | - 카를로 에마누엘레 1세                                                                              |
|           | 프랑수아 드 프랑스 (1555–1584)                    |      | 1576년 5월 6일   | 1584년 6월 10일  | 미혼                                                                 | 자녀 없음                                                                                            |
| 부르봉 가 |                                                   |      |                  |                  |                                                                      | |
|           | 샤를 드 프랑스 (1686–1714)                        |      | 1686년 8월 1일   | 1714년 5월 5일   | 마리루이즈엘리자베트 도를레앙                                        | - 샤를 달랑송                                                                                        |
|           | 루이오귀스트 드 부르봉 then Louis XVI (1754–1793) |      | 1754년 8월 24일  | 1765년 12월 20일 | 마리 앙투아네트                                                      | - 마리 테레즈 드 프랑스 - 루이조제프 드 프랑스 - 루이 17세 - 소피 엘렌 베아트리스 드 프랑스          |
|           | 샤를 다르투아 then Charles X (1757–1836)          |      | 1765년 12월 20일 | 1778년 1월 25일  | 마리아 테레사 디 사보이아                                            | - 루이앙투안 당굴렘 - 샤를페르디낭 다르투아                                                          |
|           | 샤를페르디낭 다르투아 (1778–1820)                 |      | 1778년 1월 25일  | 1820년 2월 14일  | 마리 카롤린 드 부르봉둑스시실리                                      | - 루이즈 엘리자베트 다르투아 - 루이 다르투아 - 루이즈 다르투아 - 앙리 다르투아                       |
|           | 루이스 알폰소 데 보르본 (2010–)                   |      | 2010년 5월 29일  | 재임중           | 미혼                                                                 | |

## 같이 보기
- 부르봉 가
- 베리 공작의 매우 호화로운 기도서